# Ski Region Simulator
Ski Region Simulator est un jeu vidéo de simulation économique créé par la société suisse Giants Software.

## Synopsis
Vous dirigez une station de ski située dans les alpes suisses. Vous possédez au départ une seule machine et une seule piste.

## Achat
Vous avez la possibilité d'acheter des hôtels, des stations, des dameuse, de canons à neige et autres machines qui vous permettrons de gérer convenablement votre station de ski et ainsi d'engranger des bénéfices.

### Sources à lier à l'article
- jeuxvideo.com : Ski Region Simulator 2012
- (it) multiplayer.it : Ski Region Simulator - Gold Edition
- PCGamer: Sim-plicity: I am a ski resort manager